# 唐德超
唐德超（1985年2月9日—），已退役的中国足球运动员，司职后卫。目前在中超球隊廣州足球俱樂部擔任助理教練。

## 俱乐部生涯
唐德超出道于广州队，曾经先后代表由广州二队球员组成的香雪制药和日之泉两次参加香港甲组足球联赛，2005年开始报名参加中国职业联赛。4月30日，他在客场2比0击败南京有有的联赛中打进一線隊的第一个正式比赛进球。他跟随球队在2007年以联赛冠军的成绩升级到中超联赛。2008年6月25日，唐德超在广州医药客场0比2不敌天津泰达的比赛第60分钟替补周麟出场，完成个人在中超联赛的首秀。由于这场比赛中，广州医药的队长李志海和天津泰达前锋路易斯发生冲突，赛后被中国足协禁赛八场，唐德超的出场时间由此开始增加。7月3日，唐德超在广州医药客场2比4不敌长沙金德的比赛中射进他的首个中超联赛进球。
在职业生涯初期，他在场上的位置为中后卫，但经常在落后时刻被当做中锋使用。2009赛季，由于广州队前锋线只有拉米雷斯一个高点，缺乏合适的替补球员，因此主教练沈祥福将唐德超固定在前锋位置。但整个赛季他只代表球队替补出场7次，仅在和重庆力帆的主场比赛中打进1个进球。
2010赛季，广州队由于陷入假球案件而被罚降级，大量球员离队，唐德超重新回到中后卫的位置，并在赛季上半程成为球队主力。但在赛季中段郑智加盟球队后，广州恒大主教练李章洙更倾向于在中卫位置使用梅尔坎和郑智搭档，唐德超成为替补。不过由于梅尔坎和郑智遭遇伤病和禁赛等原因，唐德超依然获得不少上场机会，他在2010赛季为广州恒大出场19次，打进1球，帮助球队在降级后第一年就重返中超。2011赛季，冯潇霆、保隆等强力中卫的加盟进一步压缩唐德超的出场时间，他在该赛季跟随球队获得中超联赛冠军。2012赛季，在马尔切洛·里皮成为球队主教练后，唐德超开始重新获得机会。7月份，由于球队后防遭遇停赛伤病困扰，他获得出场时间，并表现出色，在8月2日入选国际足球网站Goal.com评选的7月份亚洲最佳阵容。8月11日，他在广州恒大客场对阵杭州绿城的比赛中和对手发生冲撞，送院治疗确诊为第十肋骨骨折，将至少休战6-8周。2012赛季，他联赛出场7次，足协杯出场2次，跟随广州恒大获得联赛杯赛双冠王。2013赛季，广州恒大又引进赵鹏、弋腾等中卫，唐德超没有获得正式比赛的机会，只能代表广州恒大预备队参加预备队联赛，并担任预备队的场上队长。
2013年7月，唐德超转会加盟中国足球甲级联赛球队河南建业。7月7日，他在河南建业主场1比0击败深圳红钻的伤停补时阶段替补黄希扬出场，首次代表河南建业亮相。 8月30日，唐德超在河南建业对阵石家庄永昌骏豪的比赛末段头球破门，射进加盟球队的首个进球，并帮助球队2比1击败对手。 他在2013赛季代表河南建业出场14次，帮助球队获得中甲冠军并在时隔一年后重返中超联赛。
2015年7月，唐德超在二次转会中加盟中乙球队梅州五华，帮助球队冲甲成功并夺得冠军。他本人也因此集中超中甲中乙足协杯超级杯五项冠军于一身，成为中国职业联赛大满贯第一人。

## 教练生涯
唐德超在2019年退役，于2020年加入广州队教练组，先后在卡纳瓦罗、郑智和刘智宇手下担任助理教练。他从2022年5月起担任广州队的青训合作伙伴、广州悦高足球俱乐部的青训总监。